# María Mohor
María Mohor Zummers fue una pintora y escultora chilena, nacida en la ciudad de Concepción, el 2 de enero de 1920 y fallecida en Santiago de Chile, el 25 de mayo del 2002. Hija de Bichara Pedro Mohor Mohor y Rosa Zummers de Mohor. Es Licenciada en Humanidades, con estudios en la Escuela de Bellas Artes de la Universidad de Chile. Recibió varias distinciones por su trabajo pictórico y escultórico, y es reconocida como referente de una práctica que busca construir su propia identidad.

## Trayectoria y obra
Con estudios superiores en arte, en 1963 obtiene el título de Licenciada en Humanidades e ingresa a la Escuela de Bellas Artes de la Universidad de Chile. Su presencia en la historia de las artes visuales chilenas es parcialmente desconocida, sin embargo, sus modos de hacer aparecen en la actualidad como referentes para una práctica artística que busca un sello propio y que no adscribe a movimientos o tendencias. La figura humana y el retrato son temas característicos en su obra gráfica y pictórica. Gonzalo Arqueros señala que «la originalidad en obra de María Mohor radica en la simplicidad de la forma».[cita requerida] Por su parte, Ana Maria Steven, valora en su retratística una innata audacia que no trepida ante la negación de la belleza formal.[cita requerida]
La crítica tradicional reseña su obra dentro del expresionismo  y como «una de las grandes cultoras de la pintura ingenua chilena, aunque el vigor y la calidad de su pintura muestran rasgos propios de pintores expresionistas». Tras esta tendencia también se encontrarían José Santos Guerra, Alberto Jerez, Fioralba Riccomini, Carlos Aceituno, María Luisa Bermúdez, Patricia Rivas, María Paz Sarrat, Alicia Thayer y Berta Ayancán, entre otros. Por otro lado, Lucía Santa Cruz la catalogó junto a María Luisa Bermúdez entre las denominadas «pintoras instintivas», aunque Gema Swinburn señala que tal clasificación tiene un sesgo, dado que «Nunca se sometió a ningún movimiento o moda pictórica. Su obra tiene un sello de identidad muy profundo. Cuesta asociarla con algún movimiento y encontrarle compañeros de senda o discípulos». Posterior a su muerte, deja un gran patrimonio cultural en su colección compuesta por más de 300 obras, entre pinturas, grabados, esculturas y mosaicos, la cual es custodiada y preservada por la Fundación María Mohor Zummers.

## Premios y distinciones
- Mención honrosa en la Tercera Bienal Americana de Grabado de Santiago (1968).
- Premio Pablo Neruda del Museo de Arte Contemporáneo de Santiago (1968).
- 1965 Mención Honrosa, Salón de Alumnos de la Escuela de Bellas Artes, Universidad de Chile, Santiago, Chile.
- 1967 Primer Premio en Pintura Concurso Crav, Museo de Arte Contemporáneo, Universidad de Chile, Santiago, Chile.
- 1967 Premio Club Zonta como la mujer más destacada del año, Santiago, Chile.

Beca Instituto Chileno Francés de Cultura (1967 - 1970), Santiago, Chile.
- 1968 Primer Premio Concurso de Pintura Crav, Santiago, Chile.

Primer Premio en Grabado, Primer Premio Pintura, Salón de alumnos de la Universidad de Chile, Santiago, Chile.    

## Exposiciones Individuales
- 1968 Instituto Chileno - Francés de Cultura, Santiago, Chile.

Galería Central Carmen Waugh, Santiago, Chile.
- 1969 Galería de Arte, de Buenos Aires, Argentina.
- 1971 Galería Central Universitaria, Santiago, Chile.
- 1974 Galería de Arte Luis Fernando Moro Amunátegui, Santiago, Chile.

Pintores y Mosaicos, Instituto Chileno-Francés de Cultura, Santiago, Chile.
- 1975 María Mohor, Instituto Chileno-Francés de Cultura, Santiago, Chile.
- 1978 Óleos de María Mohor, Galería Cal, Santiago, Chile.
- 1981 Grabados en Blanco y Negro, xilografías, Galería El Claustro, Santiago, Chile.

Exposición en celebración del nacimiento de Picasso, Sala Lawrence, Santiago, Chile.
Óleos de María Mohor, Instituto Profesional de Talca, Talca.
Exposición Individual de Pintura, Museo de Arte y Artesanía, Linares, Chile.
- 1982 Exposición de Paisajes y Naturalezas Muertas, Mueblería Traiguén, Santiago, Chile.

Sala Lawrence, Santiago, Chile.
- 1983 Exposición Individual de Oleos, Galería Anti, Santiago, Chile.
- 1984 María Mohor, A través del Desnudo, Instituto Cultural de Las Condes, Santiago, Chile.
- 1988 Exposición de Oleos Individuales, Sala Negra del Instituto Chileno-Norteamericano de Cultura, Santiago, Chile
- 1991 Galería Plástica Nueva, Santiago, Chile
- 1993 El Niño Vicente, Pintura, Galería de Arte El Caballo Verde, Concepción, Chile.

María Mohor, La Mujer Múltiple, Galería Fundación, Fundación Nacional de la Cultura, Santiago, Chile.

## Exposiciones Colectivas
- 1965 Salón de Alumnos de la Escuela de Bellas Artes, Universidad de Chile, Santiago, Chile.
- 1966 II Bienal Americana del Grabado, Santiago, Chile.
- 1967 Veinte Jóvenes Pintores, Galería Central de Arte, Santiago, Chile.

Salón de Alumnos de la Escuela de Bellas Artes, Universidad de Chile, Santiago, Chile.
Cinco Pintores Jóvenes Chilenos, Instituto Chileno-Francés, Santiago, Chile.
- 1968 Tercera Bienal Americana de Grabado, Museo de Arte Contemporáneo, Universidad de Chile, Santiago, Chile

Tercera Bienal Americana de Grabado, California, Estados Unidos.
Concurso de Pintura CRAV. Museo de Arte Contemporáneo, Universidad de Chile, Santiago, Chile.
20 Jóvenes Artistas presentan una Obra de Actualidad, Sala Patio, Santiago, Chile.
Envío a Varsovia, Santiago, Chile.
Exposición de Arte Contemporáneo, Museo de Arte Contemporáneo de la Universidad de Chile, Santiago, Chile.
- 1969 Concurso de Pintura CRAV. Museo de Arte Contemporáneo, Universidad de Chile, Santiago, Chile.

Primera Bienal de Grabado, Buenos Aires, Argentina.
Doce Pintores de Vanguardia, en homenaje al Cincuentenario de la Universidad de Concepción, Galería Universitaria, Universidad de Chile.
- 1970 Grabados de Chile, Sala Municipalidad de Buenos Aires, Argentina.
- 1972 Pintura Instintiva Chilena. Museo Nacional de Bellas Artes, Santiago, Chile

Autorretratos de Pintores Chilenos, Museo de Arte Contemporáneo, Santiago, Chile.
- 1974 Centenario del Impresionismo Francés, Instituto Chileno - Francés de Cultura, Santiago, Chile.
- 1978 Autorretratos de Pintores Chilenos, Galería Lawrence, Santiago, Chile.

Instituto Chileno - Norteamericano, Santiago, Chile.
- 1979 Pintores Primitivos e Ingenuos, Instituto Cultural de Las Condes, Santiago, Chile

Autorretratos de Pintores Chilenos, Galería Lawrence, Santiago, Chile.
- 1980 Cinco Grabadores Chilenos, Bru, Garreaud, Mandiola, Millar, Mohor. Sala BHC, Santiago, Chile
- 1981 Óleos, Retratos y Grabados en Blanco y Negro, Galería El Cerro, Santiago, Chile.

Gráfica Nacional, Museo Nacional de Bellas Artes, Santiago, Chile.
- 1982 El Espíritu de Picasso, Sala Lawrence, Santiago, Chile.

Evolución del Desnudo en la Pintura Chilena, Instituto Chileno - Norteamericano de Cultura, Santiago, Chile.
- 1983 Sexta Bienal de Grabado Latinoamericano, San Juan de Puerto Rico.
- 1984 La Figuración de Hoy, Galería La Fachada, Santiago, Chile.
- 1985 Pintores Instintivos, Galerías La Fachada y El Cerro, Santiago, Chile.

Visión Panorámica de la Pintura Chilena Actual enviada a la República Popular China. Ministerio de Relaciones Exteriores de Chile/Dirección de Asuntos  Culturales e Información, Pekín, China.
- 1987 Colectiva Galería de Arte El Caballo Verde, Concepción, Chile
- 1988 La Gran Colectiva Escuela Moderna de Música, Santiago, Chile.

Diez Mujeres en la Plástica Chilena, desde Ginebra a España, Ministerio de Relaciones Exteriores, Santiago, Chile.
- 1989 Pintores de Chile en el Edificio de la Construcción, Santiago, Chile.
- 1993 Grabados Chilenos, Mirada Retrospectiva, Colección Museo Nacional de Bellas Artes, Museo Nacional de Bellas Artes, Santiago, Chile.
- 1995 Retratos en la Pintura Chilena, Instituto Cultural de Providencia, Santiago, Chile.